# Мотоцикл двойного назначения
Мотоцикл двойного назначения (dual-sport или dual purpose) — тип мотоцикла, предназначенный для передвижения как по асфальтовым дорогам, так и по пересечённой местности, и технически оснащённый в соответствии с требованиями безопасности дорожного движения (то есть имеет внешние световые приборы, звуковой сигнал, номерной знак, а содержание вредных веществ в отработанных газах или их дымность не превышает установленные стандартами нормы).

## История возникновения
Прародителем мотоцикла двойного назначения принято считать скрэмблер (scrambler) — английский вариант лёгкого городского мотоцикла, приспособленного к езде по плохим дорогам за счёт подвесок с увеличенными ходами и с высоко поднятыми глушителями. Скрэмблеры впервые появились в конце 50-х — начале 60-х гг. двадцатого века у британских производителей Triumph и BSA (Birmingham Small Arms Company), а затем и на японском рынке.
В качестве конкурента скрэмблерам концерн Yamaha в 1968 г. создал свой гибрид для внедорожной и дорожной езды — мотоцикл DT-1, который исторически принято считать первым общедоступным мотоциклом двойного назначения. Yamaha целенаправленно объединила два направления: дорожные мотоциклы, приспособленные для передвижения по грунтовым дорогам, и внедорожные спортивные мотоциклы, приспособленные для передвижения по городским дорогам. Другие японские производители по примеру Ямахи выпустили свои модели двойного назначения. Эти мотоциклы не являлись чисто спортивной техникой, но давали возможность любителям и новичкам поучаствовать в некоторых соревнованиях, связанных с внедорожным форматом.
В 70-е годы с развитием мотоспорта появились более специализированные мотоциклы, ориентированные либо на внедорожье, либо на асфальт, поэтому мотоциклы двойного назначения постепенно отошли на второй план.
Новый расцвет техники двойного назначения произошёл в 1984 г., когда появилась концепция «Dual Sport Motorcycle Rides», придуманная Джимом Пилоном. Его идея возникла по вполне определённой причине: Пилон увидел, что существует достаточное количество людей, имеющих интерес ко внедорожной езде, но не имеющих возможностей участвовать в мотокроссовых соревнованиях или эндуро.
Определение концепции звучало как «Dual, as in road and dirt, and Sport as in a non-competitive venue» и предполагало возможность кататься в любые выходные в своё удовольствие в хорошей компании по красивым и интересным местам, как по дорогам, так и вне дорог, — ради фана, а не ради спортивных достижений. В противоположность эндуро (движение в одиночку и никакой помощи со стороны) Dual Sport Motorcycle Riding предполагает езду в компании с обязательной взаимовыручкой друг друга.
В 1990 году компания Suzuki выпустила мотоцикл DR350, официально позиционирующийся как DualSport или «dirt bike with a license plate» («внедорожный мотоцикл с номерным знаком»). Таким образом термин «dual-sport» (или «dualie») вошёл в употребление как среди мотопрессы, так и среди самих мотоциклистов.

## Мотоцикл двойного назначения vs эндуро
Изначально компоновка мотоциклов двойного назначения выполнялась, как правило, в стиле «эндуро», т.е:
- большое переднее колесо (обычно диаметром 21 дюйм) и широкий руль;
- спицованные колёса;
- высокое крепление переднего грязевого щитка;
- развитые грунтозацепы протектора шин;
- цепная передача;
- комплект светотехники, зеркал, средств навигации и государственные регистрационные знаки для передвижения по дорогам общего пользования.

Однако, в техническом плане мотоциклы двойного назначения отличаются от мотоциклов для эндуро, так как рассчитаны на утилитарное, а не спортивное использование. Например, в получившей распространение в России классификации издательства «За рулём» указывается, что «термин „эндуро“ без оговорок применяется для мотоциклов чисто спортивного назначения».
Японские производители также разделяют свои модели: мотоциклы двойного назначения в стиле «эндуро» относят к «dual purpose», а мотоциклы для соревнований эндуро к «competition».
Необходимо отметить, что со временем появились и другие варианты компоновки, характеризующиеся дорожными качествами мотоциклов двойного назначения. Мотоциклы двойного назначения, более ориентированные на дорожное использование, могут иметь низкое крепление переднего грязевого щитка, шины с более гладким протектором и даже литые колёса, что ещё больше отдаляет их от мотоциклов для эндуро.
См. также «Мотоциклы для эндуро».

## Разновидности мотоциклов двойного назначения

### По происхождению
Создание мотоцикла двойного назначения может идти по следующим основным направлениям:
- Модели, созданные на основе внедорожного мотоцикла и модифицированные для возможности дорожного использования. Эти мотоциклы обычно лёгкие и мощные, более пригодные для внедорожья, чем для асфальта.
- Модели, созданные с «нуля», с различными комбинациями возможности эксплуатации на дорогах и вне дорог. Эти мотоциклы, как правило, тяжелее и прочнее, чем модели на основе внедорожных мотоциклов.
- Модели, созданные на основе дорожного мотоцикла и модифицированные для возможности внедорожного использования. Эти мотоциклы, как правило, больше пригодны для асфальта.

### По весу
На Западе принято разделять мотоциклы двойного назначения по весу:
- Лёгкие — весят около 250 до 300 фунтов (110—140 кг). Они обычно имеют высокое крепление переднего грязевого щитка, большой дорожный просвет, длинноходные подвески и, как правило, развитые грунтозацепы протектора шин. Они ближе всего находятся к спортивным внедорожным мотоциклам, хороши для пересечённой местности с редкими выездами на асфальт.
- Средние — весят от 300 до 350 фунтов (140—160 кг). Они, как правило, имеют меньший ход подвески и дорожный просвет, чем лёгкие, и часто приходят с универсальными шинами. Эти мотоциклы пригодны для передвижения по грунтовым дорогам, тропинкам, грейдерам с возможностью выезжать на асфальт.
- Тяжёлые — весят более 350 фунтов (более 160 кг). Они предназначены, прежде всего, для путешествий на большие расстояния по асфальту с редкими вылазками на грунтовые дороги. Как правило, они комплектуются гладкими дорожными шинами.

### По кубатуре
Японские производители обычно используют общий термин «Dual Purpose» для всей линейки моделей, иногда разделяя их по кубатуре.

### По дорожным качествам
В России получил распространение вариант разделения по дорожным качествам (впервые предложенный издательством «За рулём»):
- «жёсткие» — наиболее приближенные к спортивной технике, чем остальные мотоциклы двойного назначения, но в отличие от мотоциклов для эндуро имеют более комфортное сиденье и пассажирские подножки;
- «мягкие» — предназначенные, скорее, для хороших дорог, но не исключающие передвижение по пересечённой местности;
- «туристические» — оснащённые двигателями большого рабочего объёма, с более комфортабельной посадкой и более тяжёлые, что затрудняет передвижение по пересечённой местности;
- «городские» — обутые в чисто шоссейные шины, вследствие этого непригодные для бездорожья.

### По стилю
Обозначение стилевых модификаций мотоциклов двойного назначения многие производители включают в название своих моделей. Например:
- В стиле «эндуро»: Beta RR50 Enduro Alu, CCM 404S Enduro.
- В стиле «trail»: CCM DualSport Trail, CCM 404DS Trail, HM Trail Locusta.
- В стиле «adventure»: BMW R1150GS Adventure, KTM LC4 Adventure, KTM 950 Adventure.
- В стиле «мотард» («супермото»): Beta Motard 4.0, CCM DualSport Supermoto, Derbi Senda SM X-treme, Honda XR250 Motard, Husqvarna SM 610S.

Современная интерпретация стилистики скрэмблеров привела к появлению новых моделей — в стиле «scrambler»: Voxan Scrambler 1000, Triumph Scrambler, Borile B450 Scrambler, HM City Scrambler, Kawasaki Z400 Scrambler, Ducati 350 Scrambler, Moto Morini Scrambler, BMW F800 Scrambler.
Несмотря на их связь с прародителями техники двойного назначения, эти мотоциклы принято относить к категории ретро-мотоциклов.
Не так давно дилеры Kawasaki в России начали использовать для обозначения мотоциклов двойного назначения термин «многоцелевые мотоциклы» (или мотоциклы многоцелевого назначения).